# Jérôme Robart
Jérôme Robart (* 27. května 1970 Montreuil) je francouzský herec, dramatik a režisér. V letech 1993 až 1996 studoval na pařážské akademii CNSAD. V roce 2000 napsal svou první hru nazvanou Tes, kterou rovněž v divadle režíroval. Později napsal další hry a v divadle rovněž hrál. Také se věnoval hraní ve filmech, například Hranice úsvitu (2008), Ach, to libido (2009) a Un été brûlant (2011), a seriálech, mezi něž patří například Korsický klan, Paris a Caïn. Rovněž hrál v několika videoklipech, přičemž nějaké také režíroval.